# NGC 6873
NGC 6873 est un amas ouvert situé dans la constellation du Sagittaire. Il a été découvert par l'astronome germano-balte Wilhelm Struve en 1825.
NGC 6873 est à 1 250 ± 58 pc (∼4 080 al) du système solaire et les dernières estimations donnent un âge de 880 millions d'années. La taille apparente de l'amas est de 15 minutes d'arc, ce qui, compte tenu de la distance et grâce à un calcul simple, équivaut à une taille réelle de 18 ± 1 al.
Le professeur Seligman et Wolfgang Steinicke considèrent NGC 6873 comme un groupe d'étoiles et non comme un amas ouvert. NGC 6873 ne figure pas sur le site WEBDA qui est consacré aux amas ouverts. Cependant, les bases de données astronomiques NASA/IPAC, Simbad et HyperLeda considèrent NGC 6873 comme un amas ouvert.